# Schizocosa interjecta
Schizocosa interjecta là một loài nhện trong họ Lycosidae.
Loài này thuộc chi Schizocosa. Schizocosa interjecta được Carl Friedrich Roewer miêu tả năm 1959.